# 官庙河
官庙河，是中国长江流域的一条河流，汇入大渡河中游，属于大渡河水系。河长76千米，流域面积1360平方千米，年均流量55立方米每秒。自然落差1790米。水能理论蕴藏量13万千瓦。